# Dermoplastyka
Dermoplastyka – dział chirurgii plastycznej zajmujący się operacyjnym pokrywaniem ubytków skóry oraz usuwaniem wrodzonych i nabytych zniekształceń skóry, w celu poprawienia jej czynności i wyglądu. Do pokrycia ubytków stosuje się przeszczepy różnych tkanek, najczęściej skóry (z innej okolicy ciała lub od innego osobnika), powięzi, tkanki tłuszczowej, a także tworzywa sztuczne.